# Tram ATAC serie 9200
I tram serie 9200 dell'ATAC di Roma sono una serie di vetture tranviarie articolate, bidirezionali, a pianale interamente ribassato.

## Storia
Nel 1997 l'ATAC di Roma bandì una gara d'appalto per la costruzione di 50 vetture tranviarie bidirezionali a pianale ribassato.
La gara fu vinta dalla Fiat Ferroviaria, che ricevette l'ordinazione il 30 marzo 1998, inizialmente per 18 tram in seguito aumentati a 52.
La prima unità uscì di fabbrica nel giugno 1999, e dopo un ciclo di prove sulla rete torinese giunse a Roma a fine luglio. La fornitura degli altri esemplari iniziò alla fine del 1999, per concludersi in tempo per il Giubileo del 2000.
Il loro servizio iniziò sulla linea 8, per poi estendersi anche ad altre linee per affiancare le motrici serie 7000 e 9000.
Dal 2010 sono protagoniste principalmente sulle linee 2, 3 e 8 (talvolta anche sul 5 e 14) dove si alternano con i tram serie 9100.

## Caratteristiche
Si tratta di vetture bidirezionali articolate, composte di 7 moduli: due casse di testa, sostenute da due carrelli portanti, che inquadrano tre “casse-ponte” sospese e due “carrozzini” sostenuti da due carrelli motori.
Due unità furono costruite a 9 moduli, per esperimento, e raggiunsero la lunghezza ragguardevole di 41 450 mm.
Le 9200 hanno il pianale interamente ribassato a 350 mm sul piano del ferro, e sono i primi tram italiani costruiti in serie a possedere questa caratteristica.
Per raggiungere tale obiettivo, la Fiat Ferroviaria progettò dei carrelli a ruote indipendenti, derivati da quelli delle 5000 torinesi; i due carrelli intermedi montano due motori ciascuno, in posizione verticale al di sopra delle ruote.
La parte elettrica, realizzata dalla Elettromeccanica Parizzi, consta di quattro motori trifasi asincroni, con equipaggiamento di trazione a inverter.
Le casse sono costruite in lega di alluminio e il progetto estetico del tram è opera di Giugiaro.